# Margarita Rutan
Margarita Rutan (Metz, 23 de abril de 1736 - 9 de abril de 1794) fue una religiosa de la congregación de las Hijas de la Caridad de san Vicente de Paúl. La Iglesia católica la considera mártir de la fe. 
Fue beatificada por el Prefecto de la Congregación para las Causas de los Santos, el Cardenal Angelo Amato, el 19 de junio de 2011, en nombre del Papa Benedicto XVI.

## Hagiografía

### Orígenes
Margarita nació el 23 de abril de 1736 en la ciudad de Metz, Francia, fue hija de Charles Gaspard Rutan y María Forat. Desde pequeña fue dirigida a aprender matemáticas y dibijo lineal por su padre. Muy joven, descubrió su vocación al servicio a las obras de caridad. 

### Profesión religiosa
Ingresó en la Compañía de las Hijas de la Caridad (1756). Asumió la dirección de una comunidad y un hospital en la ciudad de Dax (1779).
Con la Revolución empieza un momento crítico para las congregaciones religiosas y la religiosa es afectada personalmente. En 1792 las religiosas son encarceladas por robo.

### Martirio
El 24 de diciembre de 1793 sor Margarita es encarcelada, en un monasterio de las carmelitas, el cual, había sido destinado por los revolucionarios como cárcel, estando encarcelada se le acusó de faltar a la ley, el tribunal la condenó a muerte el 9 de abril de 1794. Ese mismo día murió, junto a un sacerdote en la guillotina, según las fuentes, por no renegar de su fe. Según el Cardenal Angelo Amato, después de haber sido asesinada, el verdugo desfiguró su rostro por presentar fortaleza al momento de su muerte.
A la capilla del hospital que dirigía, fue invitado todo el pueblo a una misa en recuerdo de

La memoria de la respetable Margarita Rutan, hermana Superiora de las Hijas de la Caridad, vinculada al Hospital, requiere una veneración pública. ¿Quieres asistir a un servicio funeral, que se celebrará el próximo jueves 12 de este mes, a las 10 a .m., en la capilla de hospital por el alma de este compasiva madre de los pobres? Las virtudes y cualidades que adornaban esta hermosa alma, han despertado su admiración, y comparten el lamento universal.

## Onomástico y Culto público

### Beatificación
El proceso de beatificación empezó a principios de 1900. En el 2005, fue terminada la Positio histórica. Fue beatificada en Dax (Francia), el 19 de junio de 2011, por el Cardenal Angelo Amato, Prefecto de la Congregación para las Causas de los Santos.